# Daimler Schroedter-Wagen
Pour les articles homonymes, voir Daimler.
La Daimler Schroedter-Wagen est la seconde automobile du constructeur automobile allemand Daimler-Motoren-Gesellschaft, et leur premier modèle fabriqué en série, à 12 exemplaires, entre 1892 à 1895.

## Historique
Après avoir conçu avec succès son prototype Daimler Stahlradwagen à moteur à essence de 1889 (musée Daimler de Stuttgart), Gottlieb Daimler fonde Daimler-Motoren-Gesellschaft en 1890, puis se brouille rapidement avec ses nombreux associés pour cause de contrat désavantageux. Il démissionne avec son ami Wilhelm Maybach et d'autres membres du conseil d'administration, et fonde un nouveau laboratoire de recherche et de fabrication indépendant à Stuttgart, pour poursuivre ses recherches et inventions.
Ses ex collaborateurs tentent malgré tout d'industrialiser avec beaucoup de difficulté, ce premier modèle de série à 12 exemplaires, sur base d'un premier prototype Daimler Motorkutsche à moteur à gaz de 1886, de l’industriel Wilhelm Wimpff, avec un choix de deux puissances : 760 cm3 / 1,8 ch ou 1 060 cm3 / 2,1 ch, pour une vitesse de 18 km/h. Le premier modèle historique de la marque est vendu en 1892 au roi Hassan Ier du Maroc. Il est exposé depuis au musée Mercedes-Benz de Stuttgart.
En 1895, Daimler et Maybach réintègrent Daimler Motoren Gesellschaft, à la suite d'une proposition d'accord satisfaisant avec leurs associés. Ils produisent avec succès le modèle suivant Daimler Riemenwagen à 150 exemplaires entre 1895 et 1899, et camions Daimler Motor-Lastwagen à partir de 1896, avec pour concurrents les Benz Velo et Benz Ideal, Benz Victoria de Carl Benz, Panhard & Levassor Type A, Panhard & Levassor A1 et A2, Peugeot Type 3, Peugeot Type 5, Delahaye type 1 d'Émile Delahaye, L'Éclair des frères André Michelin et Édouard Michelin...

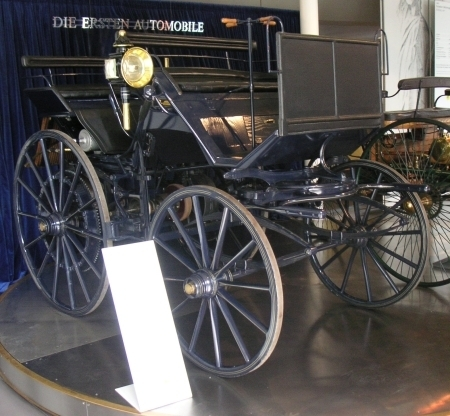
Daimler Motorkutsche de 1886
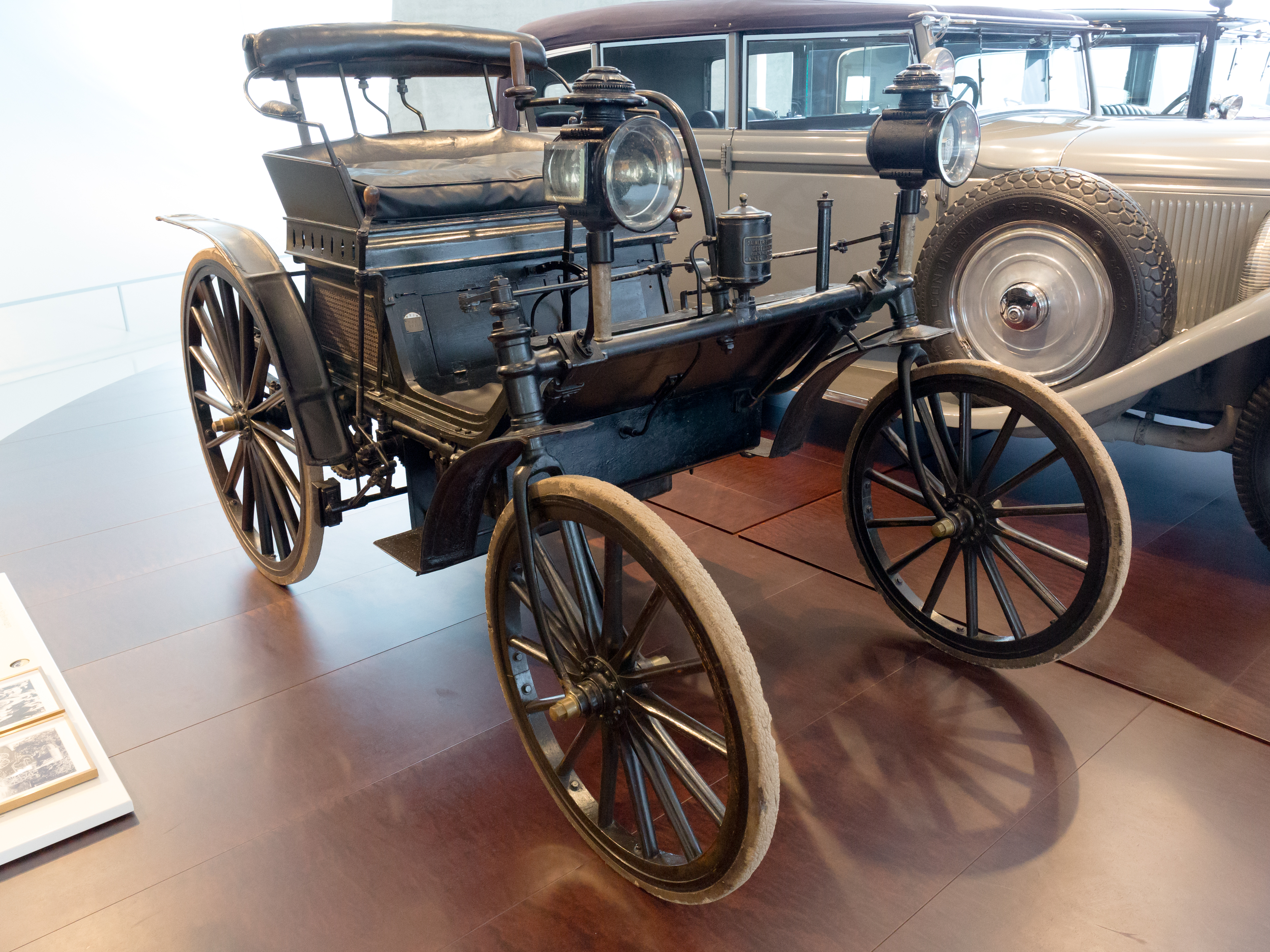
Premier modèle de 1892, vendu au roi Hassan Ier du Maroc
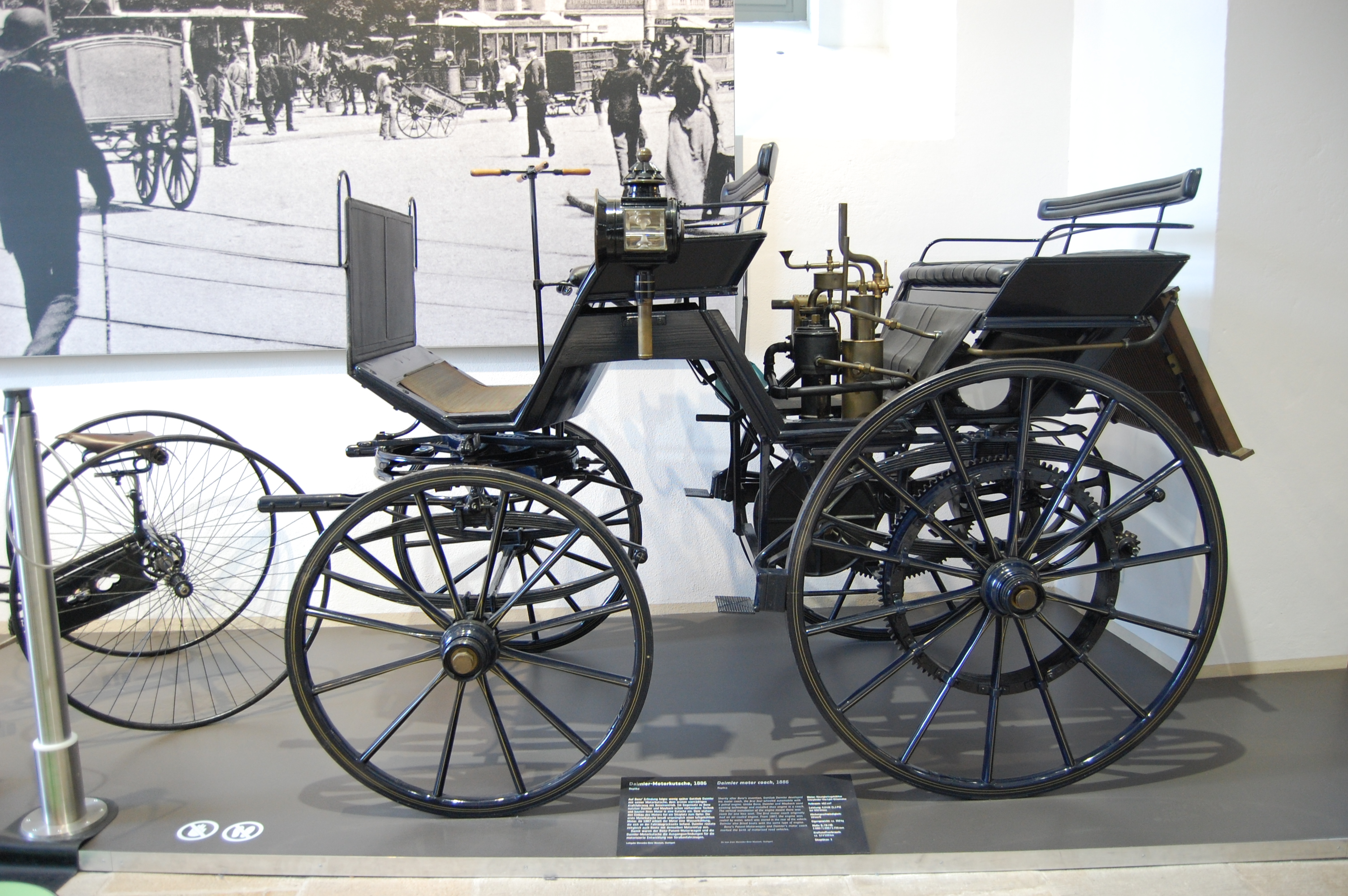
Musée du transport de Dresde
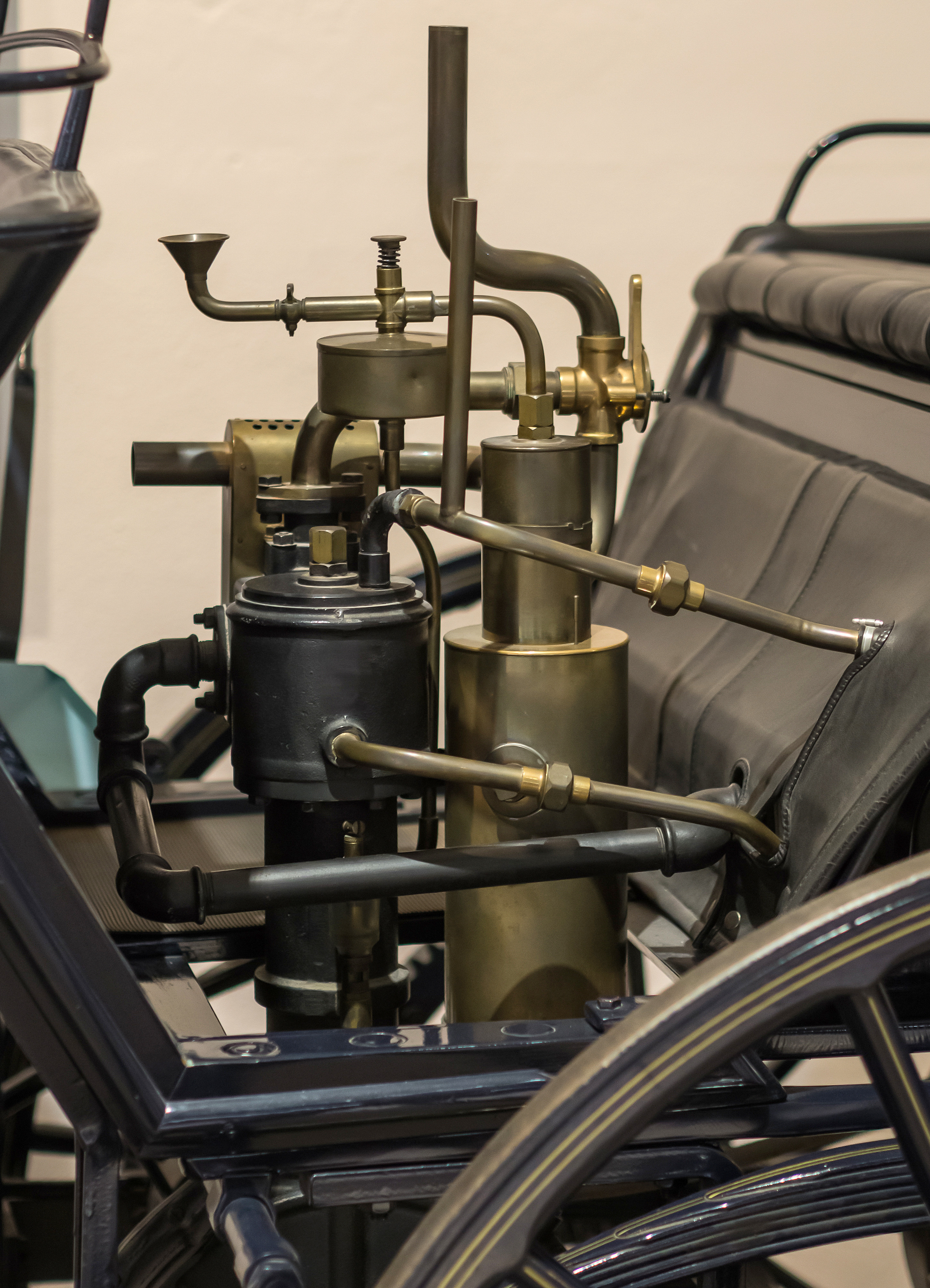
Moteur Daimler

## Production
| 1892 | 1893 | 1894 | 1895 | total |
| ---- | ---- | ---- | ---- | ----- |
| 4    | 2    | 1    | 5    | 12,   |